# Zagorska Sela
Zagorska Sela su općina u Hrvatskoj, u Krapinsko-zagorskoj županiji.

## Stanovništvo
Prema podacima Popisa stanovništva, kućanstva i stanova 2011. godine, Zagorska Sela imaju ukupno 996 stanovnika (odnosu na Popis iz 2001. godine kada su imala 1.197 stanovnika). Pojedinačno po selima najviše stanovnika imaju Zagorska Sela (227 stanovnika) i Plavić (164 stanovnika), a slijede ih Poljana Sutlanska (105 stanovnika), Miljana (86 stanovnika), Brezakovec (74 stanovnika), Luke Poljanske i Pušća (po 66 stanovnika), Gornji Škrnik (55 stanovnika), Bratkovec (48 stanovnika), Harina Žlaka (36 stanovnika), Kuzminec Miljanski (25 stanovnika), Ivanić Miljanski (24 stanovnika) te Bojčano (14 stanovnika). Gotovo se polovica stanovništva bavi poljodjelstvom, jedna četvrtina radi u industriji, a ostali su zaposleni u uslužnom sektoru.
| broj stanovnika | 2901  | 3065  | 3353  | 3453  | 3501  | 3659  | 3301  | 3254  | 3020  | 2846  | 2391  | 2053  | 1650  | 1332  | 1197  | 996   | 899   |
|                 | 1857. | 1869. | 1880. | 1890. | 1900. | 1910. | 1921. | 1931. | 1948. | 1953. | 1961. | 1971. | 1981. | 1991. | 2001. | 2011. | 2021. |

| broj stanovnika | 454   | 507   | 561   | 557   | 552   | 585   | 544   | 495   | 461   | 442   | 404   | 336   | 280   | 229   | 248   | 227   | 263   |
|                 | 1857. | 1869. | 1880. | 1890. | 1900. | 1910. | 1921. | 1931. | 1948. | 1953. | 1961. | 1971. | 1981. | 1991. | 2001. | 2011. | 2021. |

## Povijest
Općina Zagorska Sela osnovana je 1886. godine. Najprije se nalazila u sastavu kotara (kasnije općine) Klanjca, dok je od 1993. godine sastavni dio Krapinsko-zagorske županije. Smještena u dolini Sutle, nekada je bila poznata po brojnim kurijama (kurija obitelji Galjuf i dr.) kojih više nema, a danas je možda najpoznatija po baroknom dvorcu Miljana kojeg je obnovio njegov nekadašnji vlasnik dr. Franjo Kajfež. Općina ima dvije župne crkve: crkvu svete Katarine (koja se spominje još u 14. stoljeću) te Crkvu svete Ane (u Poljani Sutlanskoj) koje su građene sve do 19. stoljeća. U istom stoljeću (1829. godine) Zagorska sela dobivaju svoju prvu pučku školu koju je utemeljio župnik Mirko Pendelin. Nakon što je oštećena u potresu, škola je 1974. godine prestala s radom, a djeca su nastavila pohađati školu u Kumrovcu. Više od trideset godina nakon oštećenja, škola je obnovljena. Po završetku Drugoga svjetskog rata primjetan je pad broja stanovnika, koji se u pedesetak godina smanjio za gotovo dvije trećine. S ciljem oživljavanja zamrla kraja, ali i da bi se donekle zaustavilo iseljavanje stanovništva, 2004. godine pokrenuta je Turistička zona Sutla – dolina izvora zdravlja u suradnji sa slovenskom općinom Podčetrtek. Dan općine obilježava se 25. studenog.

## Poznate osobe
- Zlata pl. Šufflay - učiteljica u Zagorskim Selima[5]
- Juraj Branjug‎ - zagrebački biskup
- Franjo Kajfež - hrvatski kemičar
- Josip Hohnjec - hrvatski slikar

## Spomenici i znamenitosti
- arheološko nalazište Špičak
- barokni dvorac Miljana (građen od 17. do polovice 19. stoljeća)
- Kapela svetog Ivana (Ivanić Miljanski, iz 17. stoljeća)
- Kapela svetog Martina (Bojačno, iz 17. stoljeća)
- Župna crkva svete Ane (Sutlanska Poljana, sagrađena 1810. godine)
- Župna crkva svete Katarine (Zagorska Sela, sagrađena 1691. godine, obnovljena 1862. godine)

## Vanjske poveznice
- Službene stranice
- Stare službene stranice
- Popis stanovništva, kućanstva i stanova 2011. : stanovništvo prema spolu i starosti  Arhivirana inačica izvorne stranice od 3. ožujka 2016. (Wayback Machine)
- Zagorska sela  Arhivirana inačica izvorne stranice od 16. veljače 2005. (Wayback Machine)